# S Cassiopeiae
S Cassiopeiae är en pulserande variabel av Mira Ceti-typ i stjärnbilden Cassiopeja. 
Stjärnan varierar mellan magnitud +7,9 och 16,1 med en period av 612,43 dygn.